# 尼泊尔共产党 (2018年)
尼泊尔共产党是尼泊尔的一个已不存在的共产主义政党，2018年－2021年为执政党。它成立于2018年5月17日，由尼泊尔共产党（联合马列）和尼泊尔共产党（毛主义中心）合并而成。合并经过合并协调委员会8个月规划。该党保留使用尼共（联合马列）的象征标志——太阳。2021年3月8日，尼泊尔最高法院裁定2018年尼泊尔共产党（联合马列）与尼泊尔共产党（毛主义中心）的合并无效，两党自即日起恢复。

## 背景
在尼泊尔选举委员会拒绝将新政党注册为另一个名为“尼泊尔共产党”的政党后，该党于2018年6月7日以“尼泊尔共产党（NCP）”的名义注册，因为里希·卡特尔领导的一个小团体已经在2013年注册为“尼泊尔共产党”。尽管如此，卡特尔仍到尼泊尔最高法院对选举委员会的决定提出质疑。
作为NCP注册的参考，该党被通俗地称为尼泊尔共产党（统一）。在奥利派和达哈尔-尼泊尔派分裂之后，选举委员会拒绝承认这两个派别都不是尼泊尔共产党注册的合法持有者。
2021年3月8日，尼泊尔最高法院表示，尼泊尔共产党（联合马列）和尼泊尔共产党（毛主义中心）合并时分配的“尼泊尔共产党”名称，以及延长合并本身，都是无效的“从头开始”，因为这个名称已经分配给里希·卡特尔领导的政党，NCP被“解散”。根据裁决，两个前任政党在合并前立即恢复原状，尽管如果两个政党希望在遵循适当程序的情况下再次合并，这是完全允许的。

## 意识形态
根据合并协议，该党的意识形态包括马克思列宁主义和人民多党民主，但没有采纳毛泽东思想。该党本身将保持世俗化，并实行民主集中制。

## 组织

### 中央机关

#### 书记处
书记处有九人。

#### 政治局
135名中央政治局委员。

#### 常务委员会
常务委员会45名委员包括尼共（联合马列）的26名成员和尼共（毛主义中心）的19名成员。

#### 中央委员会
共有441名中央委员，241名来自尼共（联合马列），200名来自尼共（毛主义中心）。

### 基层机关

#### 省委员会
每个省有151名委员。

#### 区委员会
每个区有75名委员。